# Limite di Eddington
In fisica, il limite di Eddington è un limite naturale alla luminosità di un corpo sferico, come per esempio una stella, in equilibrio idrostatico tra la forza di gravità che agisce in senso attrattivo e la pressione di radiazione che tenderebbe a farlo espandere. È chiamato così in onore del fisico britannico Arthur Eddington.
Se la luminosità superasse il limite di Eddington, la pressione di radiazione sarebbe così forte da generare un forte vento stellare in grado di espellere il materiale dei suoi strati più esterni. Il corpo tenderebbe quindi a dissolversi, il che provocherebbe una diminuzione della sua produzione di energia, e un riabbassamento della luminosità sotto del limite di Eddington.
Molte stelle di grande massa hanno luminosità inferiori al limite di Eddington pur essendo caratterizzate da forti venti stellari, che quindi sono collegati a un'origine diversa.
Questa condizione vale solo per corpi stabili. Una supernova va molto oltre il limite di Eddington, per il semplice fatto che la stella si sta autodistruggendo.

## Formulazione matematica
Il limite di Eddington è una funzione della massa dell'oggetto, ed è in genere espresso facendo riferimento alla massa e alla luminosità del Sole:
{\displaystyle L_{\mathrm {Edd} }=33.000{\frac {M}{M_{\odot }}}L_{\odot }}
dove
- {\displaystyle L_{\mathrm {Edd} }} è la luminosità massima
- {\displaystyle M} è la massa dell'oggetto
- {\displaystyle M_{\odot }} è la massa del Sole
- {\displaystyle L_{\odot }} è la luminosità del Sole

ne consegue che un oggetto con la stessa massa del Sole può essere al massimo 33.000 volte più luminoso della nostra stella. Tale luminosità sembra molto alta, ma stelle di massa non troppo maggiore (10 o 20 volte più del Sole) arrivano piuttosto vicine al loro limite di Eddington. Oggetti compatti come buchi neri su cui si forma un disco di accrescimento possono arrivare al loro limite di Eddington molto facilmente.